# 絕對武力：次世代
《絕對武力：次世代》是一款第一人稱射擊網路遊戲，遊戲於2004年10月7日發布。為維爾福使用為了《戰慄時空2》研發出的Source引擎，以及法線貼圖、高動態範圍成像、布娃娃系統等技術重新再製而成的遊戲，也因此《絕對武力：次世代》並不是過去《戰慄時空》的模組，也與《絕對武力》系列有所不同。遊戲同時支援了Windows和Mac OS兩平台，並可共同使用同一伺服器。
遊戲方式如同過去的《絕對武力》系列，藉由一隊扮演反恐部隊、一隊扮演恐怖分子，在每一輪交戰中彼此試圖完成地圖上的指定目標（如拆除/引爆炸彈或拯救/囚禁人質等），或者透過擊斃對手所有成員的方式以取得勝利。《絕對武力：次世代》中不論是遊戲畫面或者是遊戲人數、地圖精緻度、武器介面、電腦AI等，皆與早先《絕對武力》系列有許多不同處，如透過Source引擎使地上的鐵桶、垃圾等都可與角色有互動關係。而在一些世界大型電玩比賽中的絕對武力項目上，《絕對武力：次世代》也逐漸取代過去《絕對武力》的地位，但亦有人較為喜愛之前的版本。
《絕對武力：次世代》的後續版本《絕對武力：全球攻勢》於2012年8月21日釋放，藉著修改後的Source引擎。展示了《絕對武力》系列再度踏上新時代。

## 遊戲簡介

該玩家在遊戲地圖中的意大利巷戰使用M4卡賓槍進行遊戲。

《絕對武力：次世代》與過去《絕對武力》系列有一定淵源，但兩者仍具有許多不同處，這些紛紛表現在手榴彈效果的呈現、物理引擎的發揮和武器的後座力等處。《絕對武力：次世代》是一個重製版的《絕對武力》系列遊戲之一，因此仍保留其以團隊行動為基礎的第一人稱射擊遊戲風格。遊戲會把玩家分為兩隊，藉由一隊扮演反恐部隊、一隊扮演恐怖分子，兩隊皆要試圖達成地圖所指定的勝利條件，而只要達成地圖上指定的勝利條件便能在此回合比賽中勝利。每張地圖上可能有著不同類型的勝利條件，常見的指定條件包括拆除/引爆炸彈（常為de_地圖。反恐部隊：試圖阻止炸彈爆炸；恐怖份子：成功引爆炸彈），或者是拯救/囚禁人質（常為cs_地圖。反恐部隊：試圖拯救人質；恐怖份子：阻止反恐部隊的行動）等；除了透過達成指定條件勝利外，亦能藉由殺害對方所有人員來得到勝利。如果玩家對遊戲伺服器不進行額外修改時，玩家在每一回合中被擊斃時角色並不會立即復活。而是和其他第一人稱射擊遊戲相同，角色會直到下一輪比賽時於出發點重生。而除了一般的拆除/引爆炸彈及拯救/囚禁地圖外，亦有一些特殊地圖模組，如zm_為地圖標籤的喪屍場、hns_為地圖標籤的躲貓貓場等。
玩家在遊戲中移動射擊時，子彈的精準度會大大降低。此外，如果持續不斷按住滑鼠按鈕，使槍枝不斷射擊時，亦會模擬槍枝的強勁後座力導致準度降低。其他特點如人物角色是有一定血量，在受到子彈、刀、爆炸、從高處摔落等都會耗損。其中，子彈所造成的傷害主要取決於子彈所擊中的部位，而子彈打到角色頭部時通常會判定一擊致命。

### Source引擎
《絕對武力：次世代》透過了Source引擎，試圖忠實呈現現實中的物理效果。其中Source引擎為Havok引擎的強化版本，能夠呈現逼真的物理效果，例如重物落下、空桶在水中浮起、樹葉等輕巧物體被風吹起、金屬間碰撞產生火花等效果，而如果玩家用槍攻擊屍體、鐵桶等還可使它們移動。此外，Source引擎還能整合天空、遠景等更加真實的地圖盒子系統，亦能夠呈現出水面的折射、反射效果。Source引擎同時還控制人工智慧機器人（Bot），以讓電腦中的角色感知他們周圍的世界，並作出相應的舉動。雖然Source引擎為一款以DirectX 9設計的引擎，但實際上還是能夠支援老舊的DirectX 6。同時Source引擎也承襲Havok引擎的擴展性，在搭配Steam的更新功能下，能夠輕易地進行升級更新。此外，《絕對武力：次世代》也藉由布娃娃系統來呈現人物的肢體動作，甚至因此可透過屍體死亡的形態來判別子彈的射擊方向。

### 地圖
《絕對武力：次世代》大量運用動態光影技術，來模擬出現實世界的光影效果；而這也意味著玩家可以透過敵人的影子，來判斷其是否會在自己附近的拐角處出現。不同於以往的WorldCraft或Valve Hammer Editor，《絕對武力：次世代》地圖是以Source SDK編輯。地圖上面一些散佈的碎石地點，人們移動的時候會產生特殊的聲音。許多過去《絕對武力 Version 1.6》中固定的物體，在《絕對武力：次世代》中改為自由移動的物體。玻璃雖然能遭受破壞，但通常在第一槍時跟現實一樣，整扇玻璃只有一小部分會被貫穿，周圍部分則會遭打碎而使表面模糊。

### 槍枝
《絕對武力：次世代》中將槍枝的準星再次重新調整，當玩家不斷按住滑鼠按鈕使槍枝不斷射擊時，準心將會不斷增大以表示受到後座力影響。而相對於《絕對武力 Version 1.6》，《絕對武力：次世代》中射擊目標距離愈遠，隨機性也就愈高，但相對來說後座力倒是有些微下降。而除了槍枝外觀的精緻度大為提升外，幾乎所有的槍枝都賦予了新的射擊聲音，而這之中有一部份是自《絕對武力：一觸即發》轉擋過來，而一些是從過去檔案中分化出來。而在多人連線遊戲中，儘管仍可以像過去聽見敵人裝彈的聲音，但卻取消能聽到換槍聲的設計。

## 發展歷史
隨著《戰慄時空2》的發布預告，維爾福為了展示Source引擎的效能，以此製作了《戰慄時空》的重製版《戰慄時空：次世代》和《絕對武力》的重製版《絕對武力：次世代》。2004年8月11日，維爾福在其轄下的網咖中首次發布了第一個Beta版本。2004年8月18日，《絕對武力：次世代》Beta版提供給擁有《絕對武力：一觸即發》和ATI技術公司（為維爾福合作夥伴）的Radeon顯示卡中附贈有《戰慄時空2》的用戶下載。2004年10月7日，《絕對武力：次世代》發行。2005年1月19日，維爾福發布了機器人（Bot） 的修補程式，因此除了原本透過遊戲後的Steam登錄網路遊玩外，玩家亦能離線與電腦控制的角色交戰。2006年10月11日，維爾福發布了新的更新 ─ 動態武器定價系統；這系統藉由前一周每位用戶點選的槍枝、裝備，透過網路來決定其價格。其他更新還有像經過調整設定的雷達系統，使得雷達對隊友的位置更加敏銳。
2010年4月，維爾福首次於Mac OS X上發布了《絕對武力：次世代》平台版本。2010年5月7日，維爾福與Hidden Path Entertainment共同合作，為《絕對武力：次世代》大幅更新。除了增加多達144個重點更新（現為145個）外，亦大幅改變遊戲介面，如記分系統、遊戲統計系統（使其類似《絕地要塞2》）、遊戲的光影畫面等等。2010年8月7日，維爾福重新發布《絕對武力：次世代》測試版供玩家下載。2013年2月5日，維爾福再度於Linux上發布了《絕對武力：次世代》平台版本。

## 專業評價
| 汇总媒体     | 得分   |
| ------------ | ------ |
| GameRankings | 89.71  |
| Metacritic   | 88/100 |

| 媒体    | 得分 |
| ------- | ---- |
| 1UP.com | A    |

专业评论家对《絕對武力：次世代》给出了较为正面的评价。根据Metacritic上收集的9篇专业评论文章，其平均得分为88分（满分100）。

### 批評
儘管《絕對武力：次世代》收獲了不少的良好評價，但也受到一些專業玩家的批評。例如地圖上會妨礙移動的小物體便時常遭人埋怨和批評，因為藉由物理引擎來驅使的可動物體會產生不可預測的隨機反應，導致玩家有時會有被「堵」住的感覺。儘管這效果常遭人埋怨，但玩家也可於伺服器中將這特效完全關閉。
另一項批評還有遊戲設有大量不同類型的圖形特效設置（開/關閉陰影、燈光效果、高動態光照渲染等），這在遊戲中便足以影響玩家是否能夠獲得一定優勢，在部分遊戲大賽中已規定要先把圖形特效效果統一，以利比賽公平。其他常見的報怨還還有像系統的需求太高、地圖太少、有些槍械殺傷力過高導致不公平等。此外，在防作弊上也有遭到批評，直至今日仍沒有專為《絕對武力：次世代》推出的防作弊程式。儘管維爾福的防作弊程式VAC2仍持續開發中，但由於缺乏必要的因素導致研發進程緩慢，這將可能會在未來面對新出現的作弊方式時，對遊戲產生嚴重衝擊。

## 玩家自製

### 修改
隨著《絕對武力：次世代》的遊戲粉絲越趨壯大，也漸漸有多種不同的遊戲方法以及可用於遊戲的附加軟體，包括重新搭配的聲音、外表紋理、武器模組等。為了防範作弊，許多伺服器嚴格禁止玩家使用非官方的模組。如同其他許多現代的遊戲一般，《絕對武力：次世代》亦有許多自愛好者社區所設計的模組流出。這些模組多由維爾福的Source SDK （页面存档备份，存于）製成，並透過伺服器端的遊戲玩家自行允許才得以使用之。

### 外觀
《絕對武力：次世代》能夠以Source SDK來添加新的皮膚和模型，且進而於比賽中使用。材質貼圖是指將實際外表圖像放於武器、地圖、人物模組等，模型則是以三維繪製來重新製造一個全新的模組。為確保只有特定的模型和造型可使用，可藉由伺服器的wallhacks來選擇控制。常見的模型及外觀修改的的例子，包括武器外觀的修改（如把M4A1改成FN SCAR突擊步槍、伯奈利M4 Super 90半自動霰彈槍改成弗蘭基SPAS-12戰鬥霰彈槍等）、人物外觀的修改等。
模型可以由玩家自行改變或者添加文件於自身的cstrike檔案夾，或者上傳至伺服器上的伺服器端插件。兩者之間的不同為：如果玩家於自己電腦上改變模型，便只有該玩家才能看到該變化。但如果模型是於伺服器端插件中被修改，那麼玩家的模型將會被該伺服器上的每個人觀看到。

## 外部連結
- （英文） 絕對武力：次世代 （页面存档备份，存于）在Steam商店的頁面